# The Motley Fool
Pour les articles homonymes, voir Motley.
The Motley Fool est une société privée de conseil financier et d'investissement basée à Alexandria, en Virginie. Il a été fondé en juillet 1993 par les frères David Gardner et Tom Gardner, et Erik Rydholm, qui a depuis quitté l'entreprise. Sa principale activité est de fournir des services d'abonnement en ligne avec des recommandations d'investissement, la recherche de titres et des analyses. L'entreprise emploie plus de 300 personnes dans le monde.

## Nom de la compagnie
Le nom «Motley Fool» qui signifie le « Fou bariolé » est tiré de la comédie de William Shakespeare Comme il vous plaira et fait référence au seul personnage - le Bouffon - qui pouvait dire la vérité au roi sans se faire couper la tête,.

## Voir également
- Seeking Alpha